# قائمة جزر عمان
هذه قائمة بأهم جزر عُمان:
- جزر الحلانيات
  - جزيرة الحلانية
- أرخبيل السلامة
  - جزيرة سلامة
- جزر الديمانيات
- مصيرة
- جزيرة تليغراف
- أم الفيارين
- جزيرة مسقط
- جزيرة راك
- جزيرة عب
- جزيرة السودة